# Bernard Lake
Bernard Lake är en sjö i Kanada.   Den ligger i Parry Sound District och provinsen Ontario, i den sydöstra delen av landet, 290 km väster om huvudstaden Ottawa. Bernard Lake ligger 326 meter över havet. Arean är 21,3 kvadratkilometer. Den sträcker sig 8,2 kilometer i nord-sydlig riktning, och 4,9 kilometer i öst-västlig riktning.
Följande samhällen ligger vid Bernard Lake:
- Sundridge (985 invånare)

I omgivningarna runt Bernard Lake växer i huvudsak blandskog. Runt Bernard Lake är det glesbefolkat, med 8 invånare per kvadratkilometer.